# 坦巴昆達區
坦巴昆達區是塞內加爾東部的一個行政區，首府坦巴昆達。

## 地理
位于萨赫勒人口稀少的东部塞内加尔平原 。该地区一年分为两季：雨季从6月至10月，旱季从11月至次年5月。東臨茅利塔尼亞和馬里，北面是馬塔姆區，西接岡比亞、考拉克區和科爾達區，南面與畿內亞接壤，下設4省。